# ふるさとウォッチングTV さとッチ!
『ふるさとウォッチングTV さとッチ!』（ふるさとウォッチングティーヴィー さとッチ）は、2003年7月4日から2011年6月24日まで新潟テレビ21で毎週金曜日 19:54 - 20:00 （JST）に放送されていた情報番組。全404回。東京電力柏崎刈羽原子力発電所の一社提供。
なお、番組内でのコールは「ふるさとウォッチングTV さとッチ!+」（ - プラス）になっていたが、新潟テレビ21の公式サイトおよび番組公式サイトでは「プラス」の呼称は取れている。

## 概要
新潟出身のナビゲーターを通じて、新潟県内で行われるイベントなどの地域情報を毎週伝えていた。基本的に1回の放送につきナビゲーターは1人であったが、回によっては2 - 3人になることもあった。

## 出演者
- 相沢まき（2003年7月4日 - ）
- 関めぐみ[1]（2003年7月4日 - 2004年6月頃）
- 山口日記（現：日記、2005年4月頃 - 2006年3月頃）
- 小川麻琴（2009年4月3日 - ）
- 高山侑子（2009年4月3日 - ）

## 震災の影響
2011年3月11日に東北地方太平洋沖地震（東日本大震災）が発生したのを受け、地震当日から3月中は番組を休止。また、4月から番組が再開されたが、柏崎刈羽原子力発電所による番組提供およびCMの放送は最終回まで行っていなかった。

## 番組本
- さとッチ!的 新潟遊び場ウォッチング（UXビジョン、2011年6月4日） ISBN 978-4-905433-00-2